# Micropterus warriorensis
A Micropterus warriorensis a sugarasúszójú halak (Actinopterygii) osztályának sügéralakúak (Perciformes) rendjébe, ezen belül a díszsügérfélék (Centrarchidae) családjába tartozó faj.

## Előfordulása
A Micropterus warriorensis előfordulási területe az észak-amerikai kontinensen levő Amerikai Egyesült Államokban van. Ennek az országnak az egyik endemikus hala. Kizárólag az alabamai Black Warrior folyórendszerben - amelyről nevét kapta - található meg.

## Megjelenése
Eddig a legnagyobb kifogott egyede 36 centiméteres és 800 grammos volt. A hátúszóján 10 tüske és 11-13 sugár van, míg a farok alatti úszóján 3 tüske és 10-11 sugár van. Az oldalvonalán 68-74 pikkely látható.

## Életmódja
Szubtrópusi, édesvízi halfaj, amely a mederfenék közelében él.